# Negros Oriental

Provinsens läge i Filippinerna

Negros Oriental är en provins i Filippinerna på ön Negros. Den är belägen i regionen Centrala Visayas och har 1 260 300 invånare (2006) på en yta av 5 402 km². Administrativ huvudort är Dumaguete City. 
Provinsen är indelad i 20 kommuner och 5 städer. Större städer och orter är Bais, Bayawan, Canlaon, Dumaguete och Tanjay.